# Madam Web (film)
Madam Web (v anglickém originále Madame Web) je americký akční film z roku 2024 režisérky S. J. Clarkson, natočený na motivy komiksů z vydavatelství Marvel Comics o stejnojmenné postavě. V titulní roli se představila Dakota Johnson, v dalších rolích se objevili Sydney Sweeney, Celeste O'Connor, Isabela Merced, Tahar Rahim, Emma Roberts, Mike Epps, Adam Scott a Zosia Mamet. Jedná se o čtvrtý snímek série Sony's Spider-Man Universe.
Natáčení bylo zahájeno v červenci 2022 v Bostonu a okolí, do amerických kin byl snímek uveden 14. února 2024.

## Obsazení
- Dakota Johnson jako Cassandra „Cassie" Webb / Madame Web
- Sydney Sweeney jako Julia Carpenter / Spider-Woman
- Emma Roberts jako Mary Parker
- Adam Scott jako Ben Parker
- Isabela Merced jako Anya Corazon
- Celeste O'Connor jako Mattie Franklin
- Tahar Rahim jako Ezekiel Sims
- Mike Epps jako O'Neil
- Kerry Bishé jako Constance Webb
- Zosia Mamet jako Amaria
- José María Yazpik jako Santiago